# 阿失
阿失（1263年—？），元朝将领、勋戚。亦乞列思氏。锁儿哈曾孙，札忽儿臣之孙，忽怜驸马之子。
阿失以英武著称，十五岁时随军征乃颜。后来随晋王甘麻剌及海山镇守漠北，讨伐海都、笃哇。元成宗大德五年（1301年），在哈剌答山配合诸军击败叛军，箭射中笃哇膝盖，迫使海都退军。因功劳赏赐珠衣。先后尚元成宗之女益里海雅公主、元宪宗之孙女买的公主。元武宗至大元年（1308年），袭爵万户，封昌王。元仁宗赐给他宁昌县（原属懿州，后升为宁昌府，今辽宁省法库县、彰武县之间）税收。元英宗即位後，也多次受到赏赐。